# Anicetus aligarhensis
Anicetus aligarhensis is een vliesvleugelig insect uit de familie Encyrtidae. De wetenschappelijke naam is voor het eerst geldig gepubliceerd in 1975 door Hayat, Alam & Agarwal.